# Macropsis berberidis
Macropsis berberidis är en insektsart som beskrevs av Dubovsky 1966. Macropsis berberidis ingår i släktet Macropsis och familjen dvärgstritar. Inga underarter finns listade i Catalogue of Life.